# Бодеан
Бодеан (фр. Beaudéan) насеље је и општина у јужној Француској у региону Миди Пирене, у департману Горњи Пиринеји која припада префектури Бањер де Бигор.
По подацима из 2011. године у општини је живело 396 становника, а густина насељености је износила 23,71 становника/km². Општина се простире на површини од 16,7 km². Налази се на средњој надморској висини од 650 метара (максималној 2.262 m, а минималној 611 m).

## Демографија
| 1962. | 1968. | 1975. | 1982. | 1990. | 1999. | 2011. |
| ----- | ----- | ----- | ----- | ----- | ----- | ----- |
| 453   | 472   | 378   | 354   | 410   | 378   | 396   |

График промене броја становника у току последњих година